# 1727 год в науке
В 1727 году произошли различные научные и технологические события, некоторые из которых представлены ниже.

## События
- 22 марта — кольцеобразное солнечное затмение прошло по территории южной части Северной Америки[1].
- 15 сентября — полное солнечное затмение прошло по территории северной Африки[2].
- В Индии начато строительство обсерватории Джантар-Мантар.
- Английским астрономом Джеймсом Брэдли была открыта аберрация света.

## Родились
- 7 апреля — Мишель Адансон, французский естествоиспытатель и путешественник. Член Французской Академии наук с 1759 года.

## Скончались
- 31 марта — Исаак Ньютон, английский физик, математик, механик и астроном, один из создателей классической физики.
- 26 июля –  Джон Фрейнд, английский медик, автор труда "История медицины".